# AFP PlanVital
AFP PlanVital es una administradora de fondos de pensiones de Chile, fundada en 1981 y de propiedad del grupo italiano Assicurazioni Generali.

## Historia
Nació en 1981, como parte del naciente sistema de pensiones en Chile. La autorización de su existencia fue otorgada por la Superintendencia de Administradoras de Fondos de Pensiones de Chile, actual Superintendencia de Pensiones de Chile el 25 de agosto de 1981 y se publicó el Diario Oficial el 27 de agosto de ese mismo año.
En 1993 adquirió la AFP Invierta, y tres años después la AFP Concordia, fusionando ambas dentro de PlanVital.
Entre 2014 y 2018, y conforme a la ley de reforma previsional, obtuvo la licitación de administración de cartera de nuevos afiliados, al ofrecer la menor comisión de todas las AFP. Es decir, todos los afiliados que ingresaban al sistema, lo hacían en AFP Planivital.
Desde 2019 hasta 2022, fue auspiciador de la Primera División de Chile.
En 2020, poseía 1,6 millones de afiliados.

## Directivos
- Presidente:Maximiliano Saldivia
- Vicepresidente: Angel Cardenas
- Directores: Sara Bendel, Javier Marin, Andrea Rabusin, Daniele Scardillo[6]